# Viatcheslav Schwartz
Viatcheslav Grigorievich Schwartz ou Shvarts (Вячеслав Григорьевич Шварц), né le 22 septembre (4 octobre) 1838 à Koursk et mort le 29 mars (10 avril) 1869 dans la même ville, est un peintre russe spécialisé dans les scènes de genre et les tableaux historiques.

## Biographie
Issu d'une famille d'origine danoise, Viatcheslav Schwartz est le fils du lieutenant-général Grigory Schwartz, héros de la lutte patriotique de 1812. Admis dans le Corps des Pages, il ne poursuit pourtant pas sa carrière militaire, en raison de l'opposition de sa mère.
En 1852, il entre au Lycée de Tsarskoïe Selo et, à la même époque, s'initie à la peinture à l'huile sous la direction d'Arseni Mechtcherski.  Après l'obtention de son diplôme en 1859, il suit en auditeur libre les cours de l'université d'État de Saint-Pétersbourg, où il est marqué par l'influence de Nicolas Kostomarov et commence à peindre des œuvres consacrées à l'ancienne Russie. L'année 1861 le voit passer six mois à l'étranger, en particulier à Berlin, où il a pour maîtres Wilhelm von Kaulbach et Julius Schrader.

## Galerie

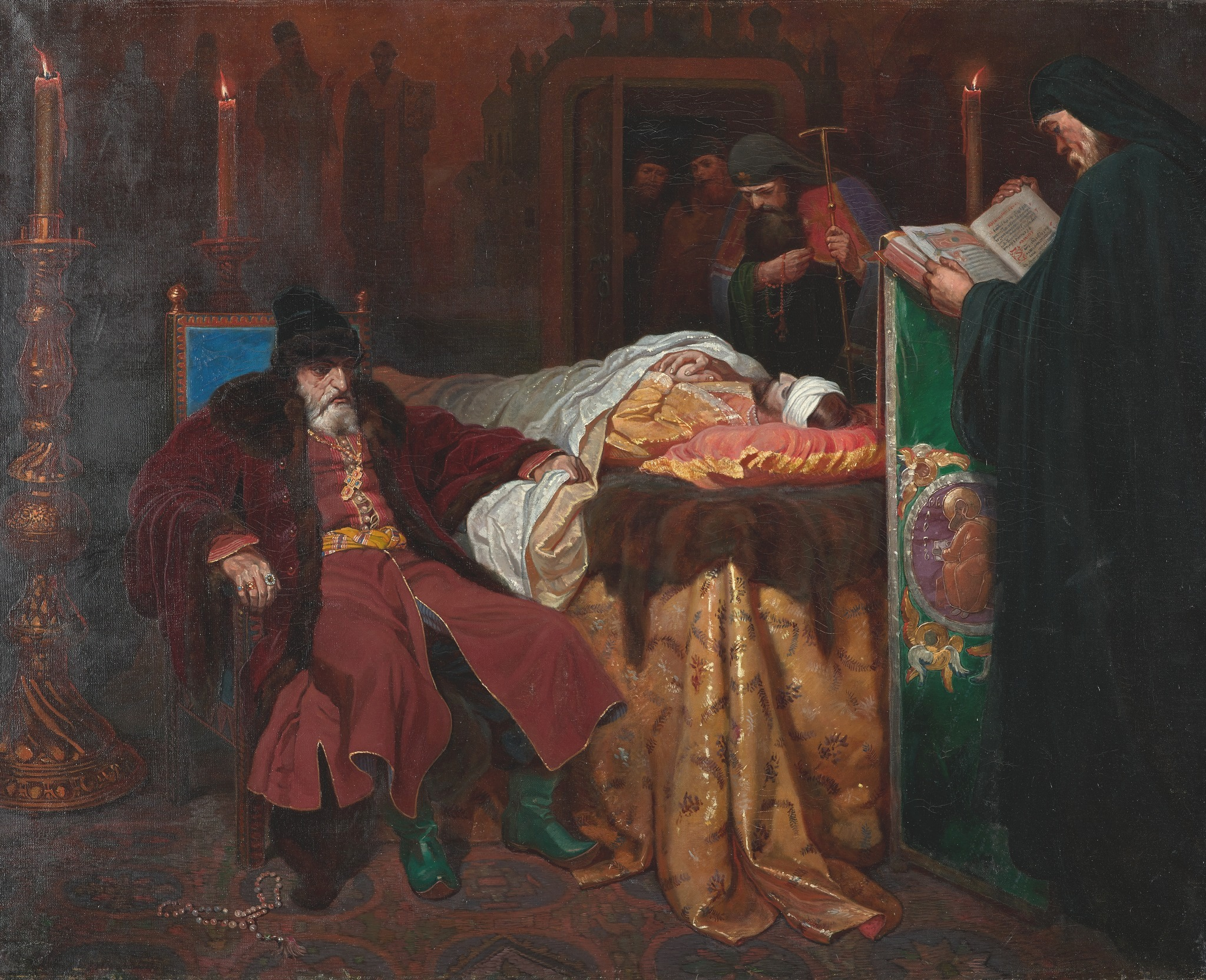
Ivan le Terrible près du corps de son fils (1864)
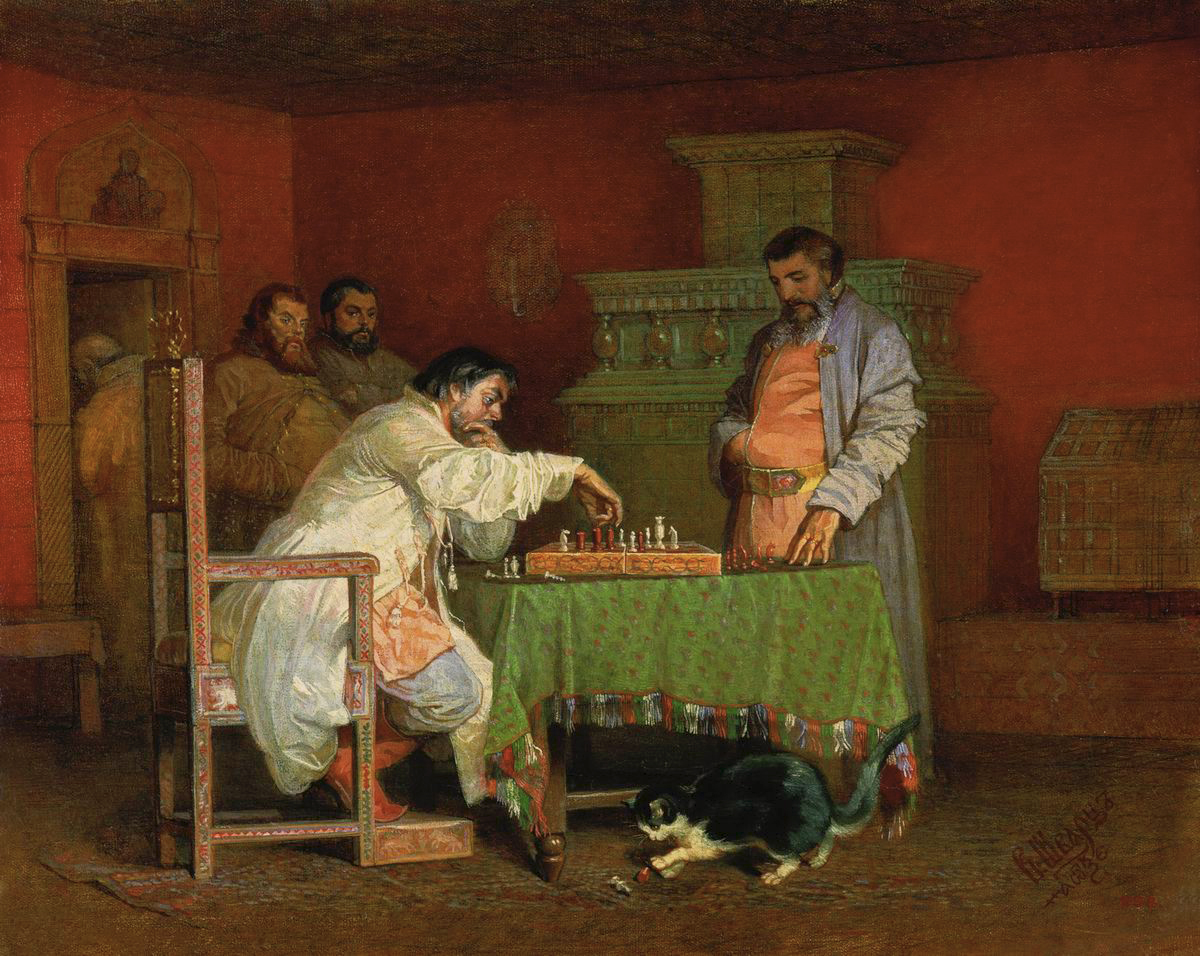
Scène de la vie quotidienne des tsars russes ou Alexis Ier (tsar de Russie) jouant aux échecs (1865)
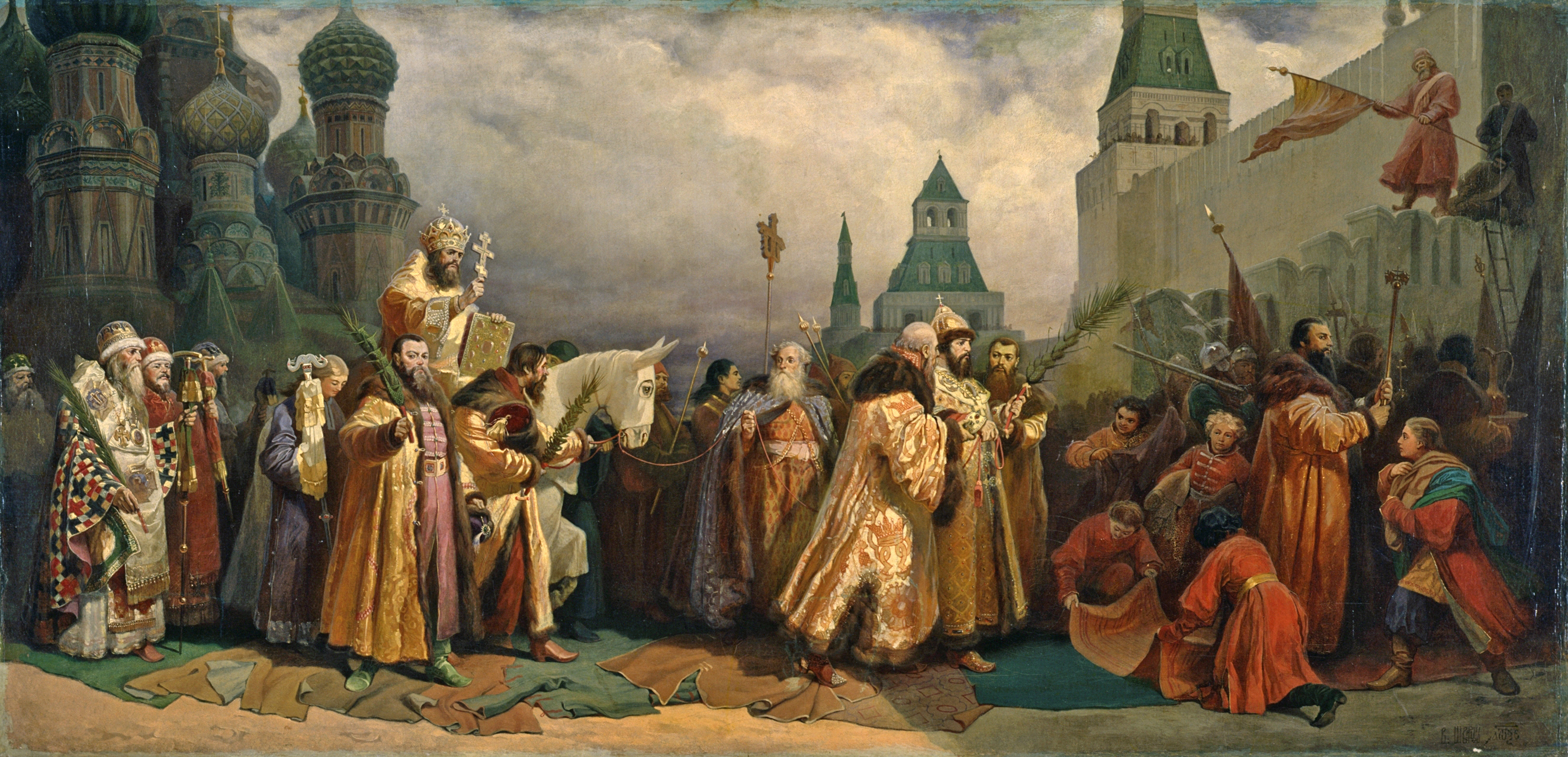
Le Dimanche des Rameaux à Moscou
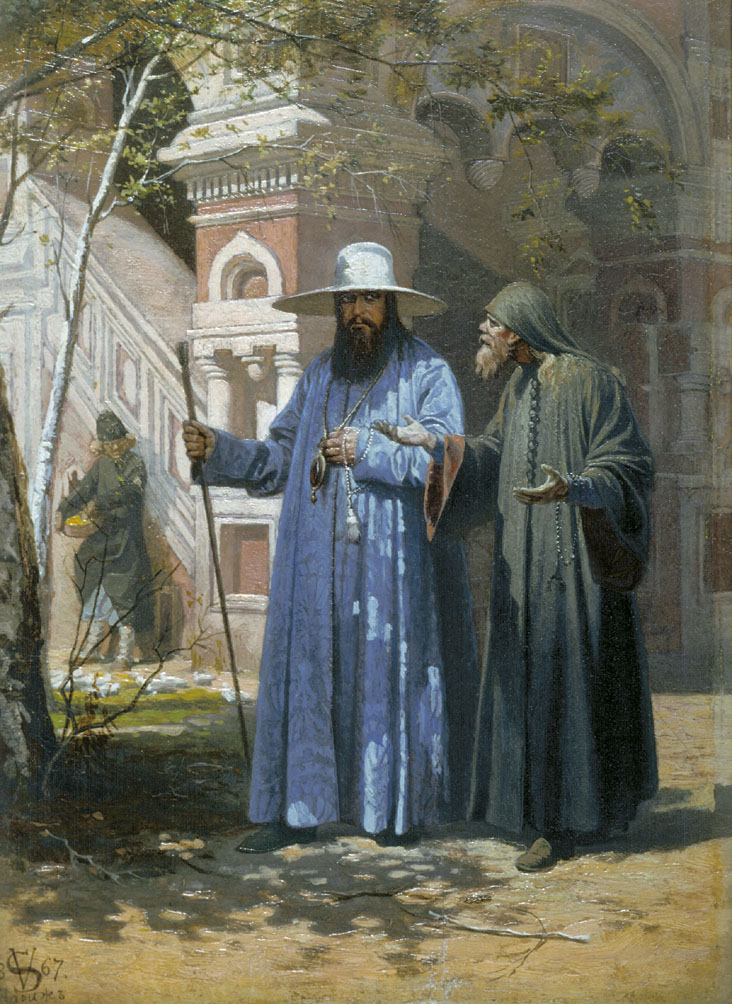
Nikon (patriarche de Moscou) au monastère de la Nouvelle Jérusalem
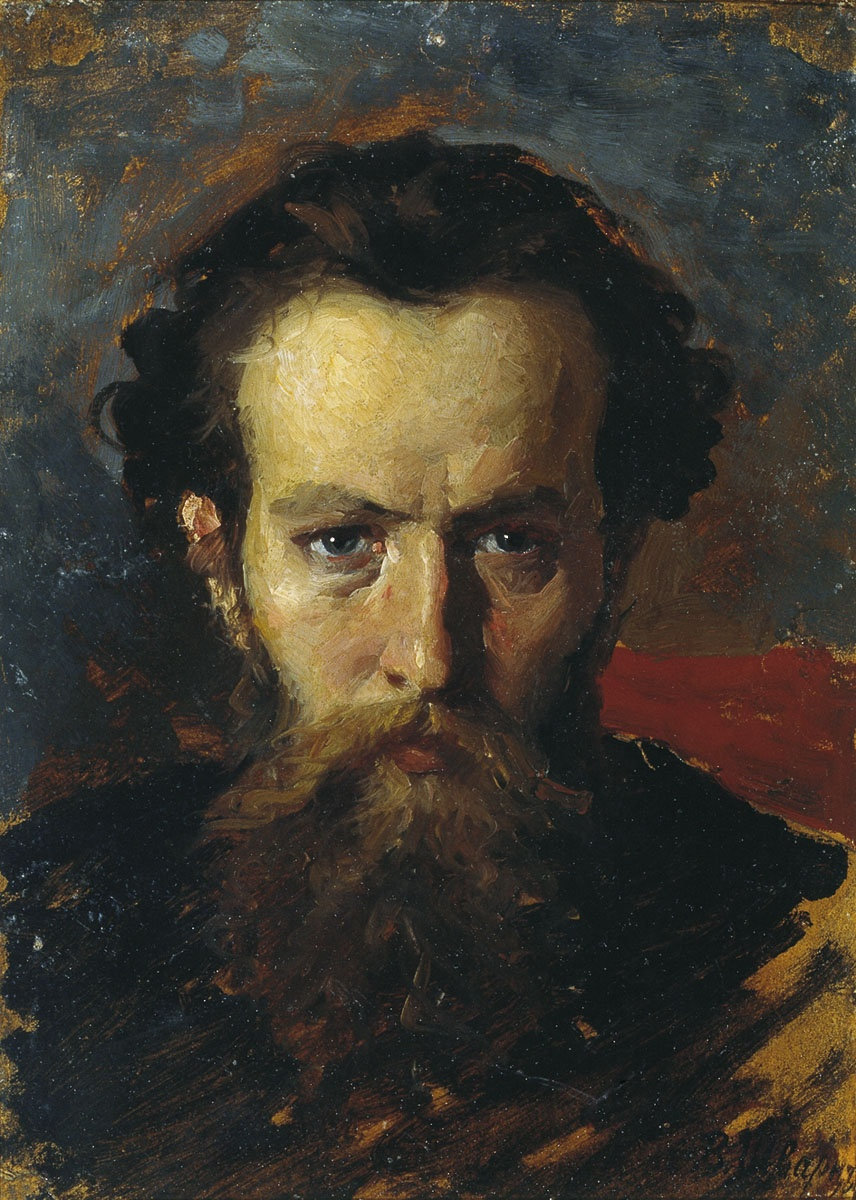
Autoportrait